# Врабель, Мартин
Мартин Врабель (словац. Martin Vrábeľ; род. 21 сентября 1955, Прешов) — словацкий легкоатлет, специалист по бегу на длинные дистанции, кроссу и марафону. Выступал за сборные Чехословакии и Словакии по лёгкой атлетике в конце 1970-х — начале 1990-х годов, победитель Гамбургского марафона, призёр ряда крупных международных стартов на шоссе и на дорожке, участник летних Олимпийских игр в Сеуле.

## Биография
Мартин Врабель родился 21 сентября 1955 года в Прешове, Чехословакия. Занимался лёгкой атлетикой в Банска-Бистрице, проходил подготовку в местном клубе «Дукла».
С конца 1970-х годов входил в число сильнейших чехословацких стайеров, неоднократно выигрывал чемпионаты Словакии и Чехословакии на дистанциях 5000 и 10 000 метров.
В 1982 году на соревнованиях в Гейтсхеде выиграл бронзовую медаль в беге на 5000 метров, установив при этом свой личный рекорд — 13:39.50.
Рассматривался в качестве кандидата на участие в летних Олимпийских играх 1984 года в Лос-Анджелесе, однако Чехословакия вместе с несколькими другими странами восточного блока бойкотировала эти соревнования по политическим причинам. Вместо этого Врабель выступил на альтернативном турнире «Дружба-84» в Москве, где в дисциплине 10 000 метров с результатом 28:19.66 финишировал пятым.
В 1985 году на Кубке Европы в Москве в дисциплинах 5000 и 10 000 метров был восьмым и четвёртым соответственно.
В 1986 году занял 89-е место на чемпионате мира по кроссу в Невшателе.
В 1987 году показал 69-й результат на кроссовом чемпионате мира в Варшаве, превзошёл всех соперников на марафоне Дембно, в беге на 10 000 метров финишировал седьмым на Кубке Европы в Праге. На чемпионате мира в Риме с личным рекордом 28:05.59 стал шестым на дистанции 10 000 метров, тогда как в марафоне с результатом 2:16:58 занял 12-е место.
В 1988 году одержал победу на Гамбургском марафоне (2:14:55). Благодаря череде успешных выступлений удостоился права защищать честь страны на Олимпийских играх в Сеуле — стартовал в беге на 10 000 метров и марафоне, но в обоих случаях сошёл с дистанции, не показав никакого результата.
В 1989 году был седьмым на Роттердамском марафоне (2:13:32), третьим на Гамбургском марафоне (2:13:34), седьмым в беге на 10 000 метров на Кубке Европы в Гейтсхеде.
В 1990 году занял 67-е место на чемпионате мира по кроссу в Экс-ле-Бен, стал вторым на марафоне в Севилье (2:15:02).
В 1991 году на Хьюстонском марафоне с личным рекордом 2:12:40 пришёл к финишу вторым. Бежал марафон на чемпионате мира в Токио — показал на финише время 2:26:56, расположившись в итоговом протоколе соревнований на 24-й строке. В концовке сезона взял бронзу на марафоне в Палермо.
В 1992 году занял 23-е место на Лос-Анджелесском марафоне и на Берлинском полумарафоне (во втором случае установил личный рекорд — 1:07:13). Отметился выступлением на чемпионате мира по полумарафону в Ньюкасле, где показал в личном зачёте 75-й результат.
В 1993 году представлял Словакию в марафоне на чемпионате мира в Штутгарте, с результатом 2:30:37 занял 35-е место. По окончании этих соревнований завершил спортивную карьеру.